# Балликамбер
Балликамбер (англ. Ballycumber; ирл. Béal Átha Chomair) — деревня в Ирландии, находится в графстве Оффали (провинция Ленстер) у трассы R436.
Местная железнодорожная станция была открыта 1 марта 1862 года и закрыта 17 июня 1963 года.

## Демография
Население — 216 человек (по переписи 2006 года). В 2002 году население составляло 248 человек.
Данные переписи 2006 года:
| Общие демографические показатели |               |                               |                               |      |      |
| Всё население                    | Всё население | Изменения населения 2002—2006 | Изменения населения 2002—2006 | 2006 | 2006 |
| 2002                             | 2006          | чел.                          | %                             | муж. | жен. |
| 248                              | 216           | −32                           | −12,9                         | 105  | 111  |